# Nico Engelschman
Nico (Niek) Engelschman, también conocido por su seudónimo Bob Angelo (Ámsterdam, 12 de noviembre de 1913-ibídem, 27 de octubre de 1988), fue un actor y activista gay neerlandés, combatiente de la resistencia neerlandesa durante la Segunda Guerra Mundial.

## Juventud y trabajo antes de la Guerra
Engelschman nació en Ámsterdam, hijo del comerciante Nathan Engelschman y Hendrika van der Star, el mayor de cinco hijos. El padre provenía de una familia de comerciantes judíos y la madre provenía de un ambiente luterano; ninguno de los dos tenía compromisos políticos o religiosos. Engelschman fue a la escuela primaria en Amersfoort.
Debido a la gran crisis que sufrió el país, Engelschman no pudo ir a la escuela secundaria y trabajó desde 1926 a 1942, es decir, desde los 13 años, como aprendiz de un comerciante judío que se dedicaba a la importación y exportación de bienes desde las Indias Orientales Neerlandesas.

## Compromiso social
Engelschman, impresionado por la pobreza en su juventud, se comprometió en causas sociales, pasando a formar parte del personal de oficina de «Mercurius». Leyó las obras de Karl Marx y León Trotski y, a finales de 1927, se une a la Arbeiders Jeugd Centrale (AJC; «Central de Trabajadores de la Juventud») y el Sociaal Democratische Arbeiders Partij (SDAP; «Partido Social Demócrata de los Trabajadores»). Más tarde, en 1935, se sumó al más radical movimiento de la Leninistische Jeugd Garde (LJG; «Guardia Joven Leninista»). En el LJG se convirtió en el secretario del Consejo Nacional y editor de varias revistas: Arbeidersjeugd («Los jóvenes trabajadores»), De Jonge Leninist («Los jóvenes leninistas») y De Rood Gardist («El guardia rojo»).
Estuvo involucrado en acciones y manifestaciones contra el desempleo juvenil y contra las políticas de los gobiernos conservadores de Hendrikus Colijn. En 1936 escribió el libro Aanslag op de 160.000 («Ataque a los 160.000») - que hacía referencia al número de jóvenes desempleados. También escribió la obra de teatro de un acto Fascistische Terreur («Terror fascista») en ese mismo año, surgido del grupo de teatro de la LJG. La obra trataba sobre los regímenes fascistas y sus desmanes en Europa; fue el comienzo de su carrera como actor.

## Homosexualidad

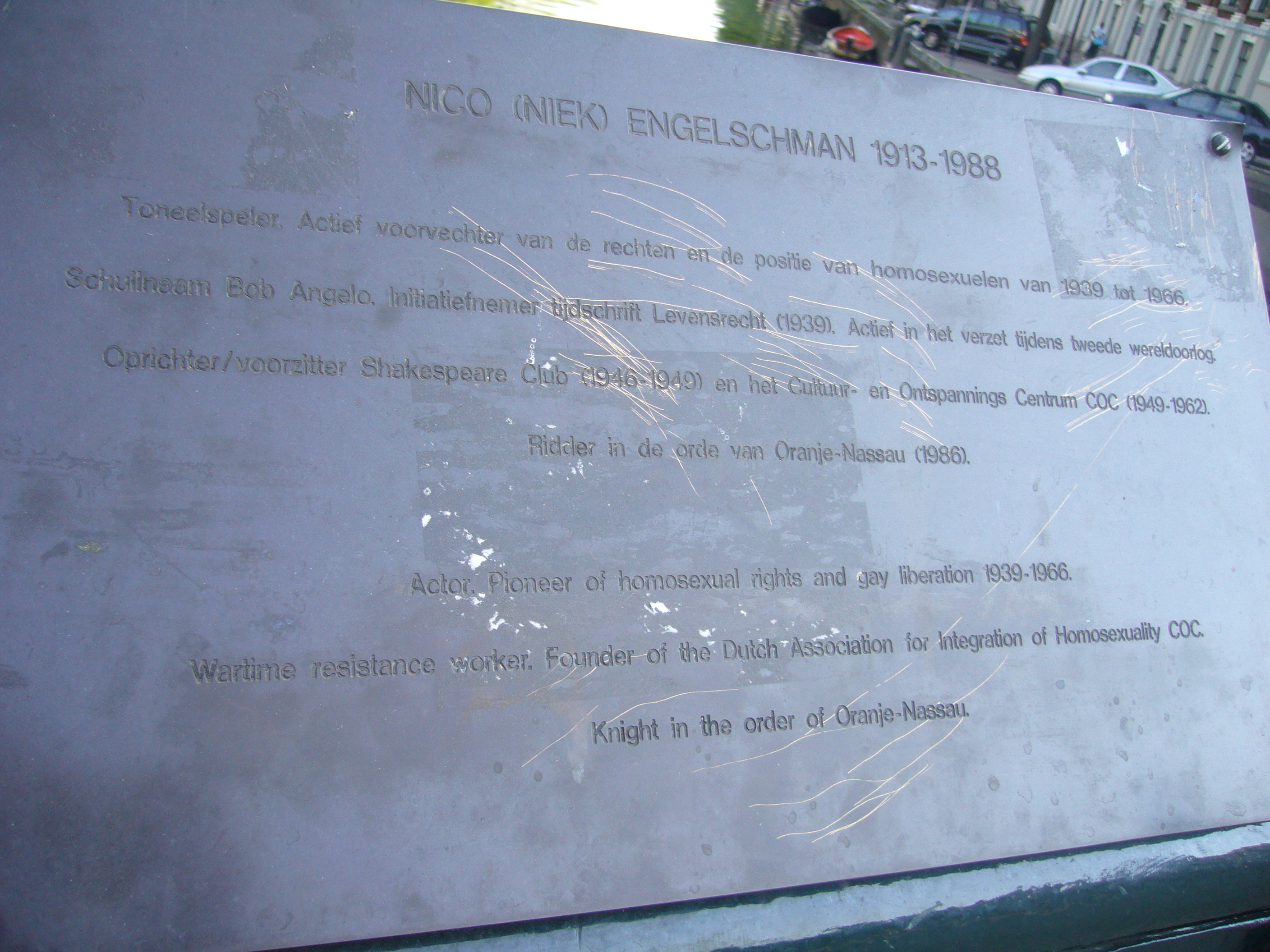
Placa conmemorativa en el puente de Niek Engelschman, Ámsterdam.

Engelschman estuvo muy enamorado de otro chico siendo joven, pero no fue hasta los 24 años que su homosexualidad quedó clara. Comenzó a profundizar en el tema y a leer libros sobre la homosexualidad. Entró en contacto con Jacob Schorer y el Nederlandsch Wetenschappelijk Humanitair Komitee (NWHK; «Comité Científico Humanitario de los Países Bajos»), la sección neerlandesa del Comité Científico Humanitario, comprometiéndose en la lucha contra la prohibición legal de los actos homosexuales. A pesar de su compromiso comunista, estuvo de acuerdo con las tácticas elitistas de Schorer y Hirschfeld. Engelschman luchaba sobre todo contra el desprecio social, contribuyendo a la emancipación de los gais.
En 1939, Engelschman, junto con Jaap van Leeuwen y Hann Diekmann, siguiendo el ejemplo de la revista suiza Der Kreis – Le Cercle – The Circle, crearon la revista para homosexuales Levensrecht («Derecho a la vida»). El primer número se editó en marzo de 1940. Sus contribuciones las haría bajo el seudónimo Bob Angelo, para evitar problemas sociales.

## En la resistencia neerlandesa

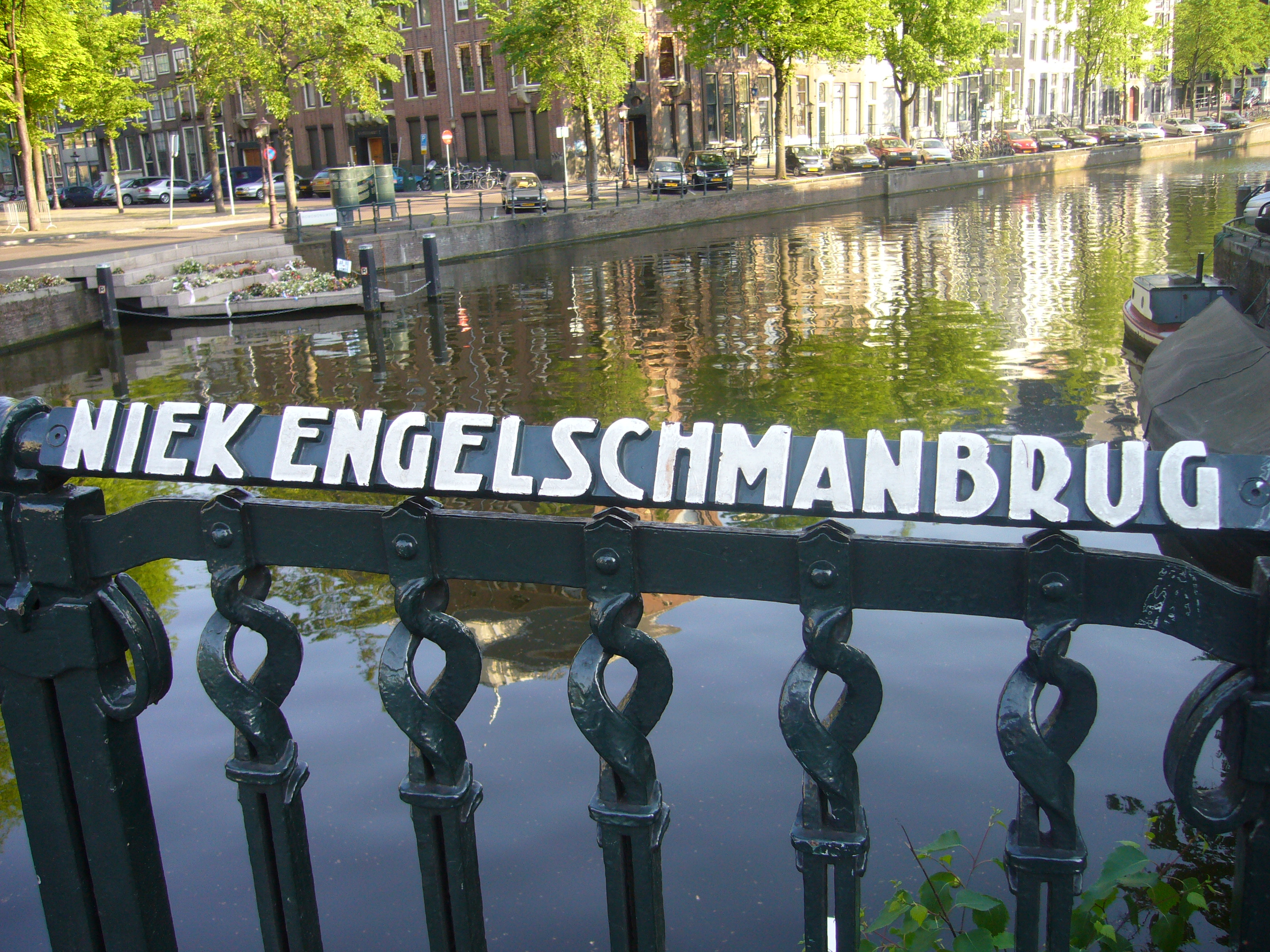
Niek Engelschmanbrug, el puente de Niek Engelschman, en Ámsterdam.

Junto con su hermano, Engelschman formó parte de la oposición a la invasión alemana. En casa de sus padres imprimió hojas ilegales para repartir de puerta en puerta. A partir de 1941 imprimió en cliché la revista ilegal De Vonk («La Chispa»). En 1943 la redacción se reunía en la casa de Engelschman, en el sótano de la Keizersgracht, n.º. 518, en Ámsterdam. Además de la producción y distribución de hojas y revistas, Engelschman ayudó también a su hermano y amigos y a conocidos judíos a conseguir direcciones falsas. Engelschman cambió de residencia a menudo durante la Guerra para evitar la detención, viviendo tanto en casa de su madre, como en las de amigos.

## Teatro
En 1942 se inscribió en la escuela de teatro de Ámsterdam. Aunque no era formalmente judío, siendo sólo su padre judío, no era prudente formar parte de la agrupación de teatro, pero participó de manera informal en alguna ocasión. Más tarde estudió con Louis van Gasteren y Lou Saalborn. Los dos últimos años de la Guerra arriesgó su vida actuando en obras de teatro ilegales.
Tras la liberación de los Países Bajos el 5 de mayo de 1945, se incorporó a un grupo de teatro formado principalmente por actores que no se habían inscrito en el Kultuurkamer, la versión neerlandesa de la Reichskulturkammer creada por Joseph Goebbels para controlar la creación cultural. También tuvo un papel importante en el Zuid-Nederlandsch Tooneel («Teatro de los Países Bajos Meridionales»).

## COC
Engelschman decidió continuar en 1946 la lucha por la emancipación de los homosexuales. La revista Levensrecht comenzó a editarse en septiembre de ese año y de los lectores surgió el Shakespeareclub («Club de Shakespeare»), el primer club holandés y gay posterior a la II Guerra Mundial, uno de los primeros de Europa. El 7 de diciembre de 1946 la asociación se reunió por primera vez. La asociación pasaría a llamarse más tarde COC - Cultuur- en Ontspanningscentrum, más tarde Nederlandse Vereniging tot Integratie van Homoseksualiteit COC (NVIH COC). Los primeros años fueron difíciles, porque la moralidad reinante y el gobierno no aceptaban el movimiento, llegándose incluso a iniciar investigaciones policiales, deteniéndose a algunos miembros. Engelschman veía al COC como un movimiento de emancipación social.
Basado en Declaración Universal de los Derechos Humanos elaborado en 1948 por las Naciones Unidas, Engelschman pretendía el reconocimiento público de la plena igualdad y respeto como ciudadanos de los homosexuales. En cada una de los discursos de año nuevo, Engelschman hacía la equivalencia entre la discriminación por razón de orientación sexual y la discriminación basada en el origen, el sexo o la raza. Abogó por la igualdad ante la ley de los homosexuales, la eliminación de disposiciones discriminatorias y la eliminación de prejuicios. También abogó por el estudio de la homosexualidad.
Engelschman fue durante diecinueve años la cara visible de COC. Fue director de la oficina, editor de la revista y presidente de la asociación. En 1962 fue nombrado presidente honorario.

## Vida profesional posterior a la Guerra
Además de trabajar para el COC, Engelschman se mantuvo activo en la escena como actor y director. Dirigió muchas obras de teatro para el COC y el Nederlandse Vereniging voor Seksuele Hervorming (NVSH) en las décadas de 1950 y 60. 
También tuvo muchos papeles de actor secundario en el teatro y más tarde en la televisión y el cine. En 1959 actuó en la obra de teatro Studio, dirigida por Kees van Iersel. En la televisión interpretó varios papeles en la serie juvenil Floris de la Nederlandse Omroep Stichting, la televisión pública de los Países Bajos. También tuvo papeles en las películas Geen Paniek (1973), Keetje Tippel (1975) y Het Verleden (1982). Posteriormente aparecería de forma regular en la televisión en papeles secundarios.

## Vida personal
Engelschman tuvo varias relaciones a largo plazo. Inicialmente con Nol Biesterveld, más tarde con Hans Flemming y desde 1972 compartió su vida con Jan Onrust, al que conoció en la agrupación De Schakel del COC. Tras la muerte de Engelschman en 1988, ambos descansan juntos.